# HD220885
13 Андромеди також HD220885 — хімічно пекулярна зоря спектрального класу
B9 й має  видиму зоряну величину в смузі V приблизно  5,7.
Вона  розташована на відстані близько 294,1 світлових років від Сонця.

## Фізичні характеристики
Телескоп Гіппаркос зареєстрував  фотометричну змінність  даної зорі з періодом    1,48 доби в межах від  Hmin= 5,78 до  Hmax= 5,73.

## Пекулярний хімічний склад
Зоряна атмосфера HD220885 має підвищений вміст 
Mn
.